# Tutto su mia madre
(Dedica con cui il regista chiude il film)
Tutto su mia madre (Todo sobre mi madre) è un film del 1999 scritto e diretto da Pedro Almodóvar.
Presentato in concorso al 52º Festival di Cannes, ha vinto il premio per la miglior regia. Si è aggiudicato inoltre l’Oscar e il Golden Globe al miglior film straniero.

## Trama
A Madrid, Manuela, un’infermiera single, festeggia il diciassettesimo compleanno del figlio Esteban portandolo a teatro a vedere Un tram chiamato desiderio. Alla fine dello spettacolo, madre e figlio si fermano all’uscita per cercare di ottenere un autografo da Huma, la protagonista. Ma quella sera piove intensamente, e appena l’attrice esce, si affretta a salire in macchina per andarsene. Esteban, nel tentativo di raggiungerla, corre sotto la pioggia, ma viene tragicamente investito e perde la vita a un incrocio.
Manuela aveva da sempre nascosto al figlio l'identità del padre, cosicché per anni il ragazzo aveva alimentato il desiderio di conoscerlo e incontrarlo. Così, come per soddisfare l'ultimo desiderio del figlio, dopo la sua morte, Manuela si reca a Barcellona alla ricerca del padre del ragazzo, una donna transessuale di nome Lola (prima della transizione Esteban). A Barcellona Manuela ritrova una sua vecchia e cara amica, Agrado, anche lei transessuale, che lavora come prostituta.
Da quel momento in poi gli avvenimenti e le storie dei vari personaggi si sovrappongono in modo vorticoso. Manuela conosce Rosa, una suora laica che sta per partire in missione umanitaria per El Salvador, che scopre però di essere incinta e di avere l'HIV. Il padre del bambino, con sorpresa e dolore di Manuela, è ancora Lola. Agrado, grazie a Manuela, abbandona la prostituzione per lavorare da Huma come assistente tuttofare. Manuela, infatti, era riuscita a conoscere Huma e a raccontarle la tragica storia del figlio Esteban.
Anche Huma sta vivendo una storia travagliata, essendo in ansia per Nina, un'attricetta tossicomane con cui ha intessuto una storia d'amore. Intanto Rosa partorisce un bambino positivo al virus a cui dà il nome di Esteban (il terzo Esteban della vita di Manuela), e che affiderà a quest'ultima prima di morire. Al funerale di Rosa finalmente compare Lola che, debilitata dall'AIDS, subisce il carico dei suoi errori, fra cui la consapevolezza d'essere genitrice di un figlio morto e di uno appena nato.
Due anni dopo Manuela torna a Barcellona per trovare Huma e Agrado insieme al piccolo Esteban, che ha negativizzato il virus in un tempo record. Qui scopre che anche Lola è morta e che Nina ha lasciato Huma per sposarsi con un uomo e ora vive nel suo paese d'origine col marito e il figlio che hanno avuto.

## Produzione
Le riprese si sono svolte dal 5 ottobre 1998 al 28 novembre dello stesso anno. Miguel Bosé disse dell'amico Almodóvar che «le sue sceneggiature a volte sono meglio dei suoi film» e che aveva girato il film per una sorta di premonizione, riferibile alla madre che era venuta a mancare il 12 settembre.
Il regista ha dichiarato che il film rappresenta «la normalità di fine secolo… La normalità non va guardata con tolleranza, ma con naturalezza. La tolleranza implica un giudizio morale imposto da fedi politiche o sociali. La naturalezza, invece, riflette semplicemente la normalità». Almodóvar condanna il melodramma lacrimevole e tragico americano, cui sostituisce l'ironia come mezzo per farsi scivolare addosso il dolore.

## Distribuzione
Il film è uscito nelle sale cinematografiche spagnole il 16 aprile 1999, mentre in quelle italiane il 17 settembre successivo.

## Citazioni
- La scena dell'incidente richiama la sequenza analoga de La sera della prima  di John Cassavetes (1977), in cui la diciassettenne Nancy alla fine d'uno spettacolo attira l'attenzione dell'attrice che ammira: dopo un rapido saluto quest'ultima, sorpresa da una forte pioggia, salta in macchina rincorsa dalla giovane fan. Mentre Nancy fa gli ultimi cenni al veicolo che s'allontana, viene travolta da un'automobile che sopraggiunge a forte velocità e che l'uccide sul colpo.
- Il titolo è un riferimento al film Eva contro Eva del 1950, il cui titolo originale è All About Eve (letteralmente "Tutto su Eva"). All'inizio del film infatti Manuela e il figlio guardano in televisione proprio questo film.
- È citato a più riprese Un tram che si chiama Desiderio, che Huma e Nina stanno recitando sia nelle sequenze di Madrid che in quelle di Barcellona e che, in una messa in scena di dilettanti, aveva causato il primo incontro fra Manuela e Esteban in Argentina.

## Riconoscimenti
- 2000 - Premio Oscar
  - Miglior film straniero (Spagna)
- 2000 - Golden Globe
  - Miglior film straniero (Spagna)
- 2000 - Premio BAFTA
  - Miglior film straniero a Agustín Almodóvar e Pedro Almodóvar
  - Migliore regia a Pedro Almodóvar
  - Nomination Migliore sceneggiatura originale a Pedro Almodóvar
- 1999 - Festival di Cannes
  - Prix de la mise en scène a Pedro Almodóvar
  - Premio della giuria ecumenica a Pedro Almodóvar
  - Nomination Palma d'oro a Pedro Almodóvar
- 1999 - National Board of Review Award
  - Miglior film straniero
  - Migliori dieci film
- 2000 - Argentinean Film Critics Association Award
  - Nomination Miglior film straniero
- 1999 - European Film Award
  - Miglior film
  - Migliore regia a Pedro Almodóvar
  - Miglior attrice protagonista a Cecilia Roth
- 1999 - British Independent Film Award
  - Miglior film straniero
- 1999 - Boston Society of Film Critics Award
  - Miglior film straniero
- 2000 - Chicago Film Critics Association Award
  - Miglior film straniero
- 2000 - Premio César
  - Miglior film straniero
- 2000 - Premio Lumière
  - Miglior film straniero
- 2000 - David di Donatello
  - Miglior film straniero
- 2000 - Broadcast Film Critics Association Award
  - Miglior film straniero
- 2000 - Independent Spirit Award
  - Nomination Miglior film straniero a Pedro Almodóvar
- 2000 - Premio Goya
  - Miglior film
  - Migliore regia a Pedro Almodóvar
  - Miglior attrice protagonista a Cecilia Roth
  - Miglior produzione a Ester Garcìa
  - Miglior montaggio a José Salcedo
  - Miglior sonoro a Miguel Rejas, José Bermúdez e Diego Garrido
  - Miglior colonna sonora a Alberto Iglesias
  - Nomination Miglior attrice rivelazione a Antonia San Juan
  - Nomination Miglior attrice non protagonista a Candela Peña
  - Nomination Migliore sceneggiatura originale a Pedro Almodóvar
  - Nomination Migliore fotografia a Affonso Beato
  - Nomination Migliore scenografia a Antxón Gómez
  - Nomination Migliori costumi a Bina Daigeler e José María De Cossío
  - Nomination Miglior trucco e acconciatura a Juan Pedro Hernàndez
- 2000 - Bodil Award
  - Miglior film straniero a Pedro Almodóvar
- 2000 - Ariel Award
  - Miglior film latinoamericano a Pedro Almodóvar
- 2000 - Australian Film Institute
  - Nomination Miglior film straniero a Pedro Almodóvar
- 2000 - Premio Robert
  - Miglior film straniero a Pedro Almodóvar
- 1999 - Los Angeles Film Critics Association Award
  - Miglior film straniero
- 1999 - Butaca Award
  - Miglior attrice catalana a Cecilia Roth
- 1999 - Camerimage
  - Rana d'Oro a Affonso Beato
- 2001 - Chlotrudis Award
  - Nomination Miglior attrice protagonista a Cecilia Roth
  - Nomination Miglior attrice non protagonista a Antonia San Juan
- 2000 - Cinema Brazil Grand Prize
  - Miglior film straniero a Pedro Almodóvar
- 2000 - Cinema Writers Circle Award
  - Miglior montaggio a José Salcedo
  - Nomination Miglior film
  - Nomination Migliore regia a Pedro Almodóvar
  - Nomination Miglior attrice non protagonista a Antonia San Juan
  - Nomination Migliore fotografia a Affonso Beato
  - Nomination Miglior colonna sonora a Alberto Iglesias
- 2001 - Film Critics Circle of Australia Award
  - Nomination Miglior film straniero
- 2000 - Czech Lions
  - Nomination Miglior film straniero a Pedro Almodóvar
- 2000 - Fotogramas de Plata
  - Miglior attrice protagonista a Cecilia Roth
  - Nomination Miglior attore a Fernando Fernàn Gòmez
- 1999 - Ft. Lauderdale International Film Festival
  - Premio del Pubblico a Pedro Almodóvar
- 2000 - GLAAD Media Award
  - Nomination Miglior film
- 2000 - German Film Award
  - Miglior film straniero a Pedro Almodóvar
- 2000 - Guldbagge Award
  - Miglior film straniero
- 2000 - Iberoamerican Short Film Competition
  - Premio La Navaja de Buñuel a Pedro Almodóvar
- 2000 - London Critics Circle Film Award
  - Film straniero dell’anno
- 1999 - New York Film Critics Circle Award
  - Miglior film straniero
- 2000 - Ondas Award
  - Miglior film spagnolo
- 2000 - Online Film Critics Society Award
  - Nomination Miglior film straniero
- 2000 - Premios ACE
  - Miglior film
  - Migliore attrice protagonista a Cecilia Roth
  - Miglior attrice non protagonista a Marisa Paredes
  - Miglior attore non protagonista a Fernando Fernàn Gòmez
- 1999 - San Sebastián International Film Festival
  - Premio FIPRESCI a Pedro Almodóvar
- 2000 - Santa Fe Film Critics Circle Award
  - Miglior film straniero
  - Miglior attrice non protagonista a Marisa Paredes
- 2000 - Satellite Award
  - Miglior film straniero
  - Nomination Miglior attrice in un film drammatico a Cecilia Roth
  - Nomination Miglior attrice non protagonista a Antonia San Juan
- 2000 - Spanish Actors Union
  - Miglior attrice non protagonista a Antonia San Juan
  - Nomination Miglior attrice protagonista a Cecilia Roth
  - Nomination Miglior attrice non protagonista a Rosa Maria Sardà
  - Nomination Miglior attrice non protagonista a Candela Peña
- 2000 - Spanish Music Award
  - Miglior colonna sonora a Alberto Iglesias
- 1999 - Toronto Film Critics Association Award
  - Nomination Miglior attrice protagonista a Cecilia Roth